# Seis días de Fiorenzuola d'Arda
Los Seis días de Fiorenzuola d'Arda, conocidos también como Seis días de las Rosas (en italiano: Sei giorni delle Rose), es una carrera de ciclismo en pista, de la modalidad de seis días, que se corre en el velódromo Attilio Pavesi de Fiorenzuola d'Arda (Italia). Su primera edición data de 1998 y se disputa regularmente cada año en el mes de julio.

## Palmarés
| Año  | Ganadores                           | Segundos                             | Terceros                             |
| ---- | ----------------------------------- | ------------------------------------ | ------------------------------------ |
| 1998 | Giovanni Lombardi Bruno Risi        | Adriano Baffi Marco Villa            | Gerd Dörich Carsten Wolf             |
| 1999 | Mario Cipollini Andrea Collinelli   | Kurt Betschart Bruno Risi            | Giovanni Lombardi Silvio Martinello  |
| 2000 | Andrea Collinelli Silvio Martinello | Ivan Quaranta Marco Villa            | Kurt Betschart Bruno Risi            |
| 2001 | Ivan Quaranta Marco Villa           | Stefan Steinweg Erik Weispfennig     | Giovanni Lombardi Scott McGrory      |
| 2002 | Matthew Gilmore Scott McGrory       | Giovanni Lombardi Bruno Risi         | Ivan Quaranta Marco Villa            |
| 2003 | Juan Curuchet Giovanni Lombardi     | Matthew Gilmore Scott McGrory        | Davide Grabelli Marco Villa          |
| 2004 | Giovanni Lombardi Samuele Marzoli   | Iljo Keisse Franco Marvulli          | Ivan Quaranta Marco Villa            |
| 2005 | Matthew Gilmore Iljo Keisse         | Samuele Marzoli Marco Villa          | Juan Curuchet Walter Pérez           |
| 2006 | Franco Marvulli Marco Villa         | Marc Hester Samuele Marzoli          | Sebastián Donadio Mauro Abel Richeze |
| 2007 | Franco Marvulli Bruno Risi          | Juan Curuchet Walter Pérez           | Joan Llaneras Marco Villa            |
| 2008 | Franco Marvulli Bruno Risi          | Kenny De Ketele Iljo Keisse          | Robert Slippens Danny Stam           |
| 2009 | Alexander Aeschbach Franco Marvulli | Jacopo Guarnieri Bruno Risi          | Alois Kaňkovský Petr Lazar           |
| 2010 | Michael Mørkøv Alex Rasmussen       | Franco Marvulli Walter Pérez         | Jacopo Guarnieri Danny Stam          |
| 2011 | Jacopo Guarnieri Elia Viviani       | Leif Lampater Franco Marvulli        | Martin Bláha Jiří Hochmann           |
| 2012 | Franco Marvulli Tristan Marguet     | Milan Kadlec Alois Kaňkovský         | Vojtěch Hačecký Jiří Hochmann        |
| 2013 | Shane Archbold Dylan Kennett        | Evgueni Kovalev Ivan Kovalev         | Tristan Marguet Loïc Perizzolo       |
| 2014 | Alex Buttazzoni Marco Coledan       | Olivier Beer Tristan Marguet         | Nikolay Zhurkin Ivan Kovalev         |
| 2015 | Alex Buttazzoni Elia Viviani        | Michele Scartezzini Francesco Lamon  | Jan Dostal Ondrej Vendolský          |
| 2016 | Michele Scartezzini Elia Viviani    | Morgan Kneisky Benjamin Thomas       | Tristan Marguet Gaël Suter           |
| 2017 | Morgan Kneisky Benjamin Thomas      | Tristan Marguet Théry Schir          | Lukem Lichnovsky Christos Volikakis  |
| 2018 | Liam Bertazzo Francesco Lamon       | Tristan Marguet Théry Schir          | Yauheni Akhramenka Raman Tsishkou    |
| 2019 | Davide Plebani Michele Scartezzini  | Chrístos Volikákis Zafíris Volikákis | Vitaliy Hryniv Roman Gladysh         |
| 2020 | Davide Plebani Stefano Moro         | Francesco Lamon Michele Scartezzini  | Jan-Willem van Schip Yoeri Havik     |
| 2021 | Benjamin Thomas Donavan Grondin     | Elia Viviani Simone Consonni         | Tristan Marguet Théry Schir          |